# Carlos Blanco (futebolista)
Carlos Blanco (Madrid, 5 de março de 1927 - 9 de janeiro de 2011) foi um futebolista mexicano que competiu na Copa do Mundo FIFA de 1958.